# Song Number 1
Song #1 – utwór rosyjskiego girls bandu Serebro, napisany przez Maksima Fadiejewa i Daniiła Babiczewa, nagrany i wydany w formie singla w 2007 roku oraz umieszczony na debiutanckiej płycie studyjnej zespołu zatytułowanej OpiumRoz z 2009 roku.
W 2007 roku utwór reprezentował Rosję podczas 51. Konkursu Piosenki Eurowizji organizowanego w Helsinkach. 12 maja został zaprezentowany przez ówczesne wokalistki zespołu – Jelenę Tiemnikową, Marinę Lizorkinę i Olgę Sieriabkinę – podczas koncertu finałowego widowiska jako piętnasty w kolejności. Zajął ostatecznie trzecie miejsce, zdobywając łącznie 207 punktów, w tym m.in. maksymalne noty 12 punktów od Armenii, Białorusi i Estonii.
Oprócz anglojęzycznej wersji piosenki, zespół nagrał utwór także w języku rosyjskim jako „Piesnia #1” (Pjesnja nomer adjin). Girls band nagrał także drugą, niecenzuralną wersję piosenki w języku angielskim.

## Lista utworów
CD single
1. „Song #1” (Red Version) – 3:02
2. „Song #1” (Violet Version) – 3:38

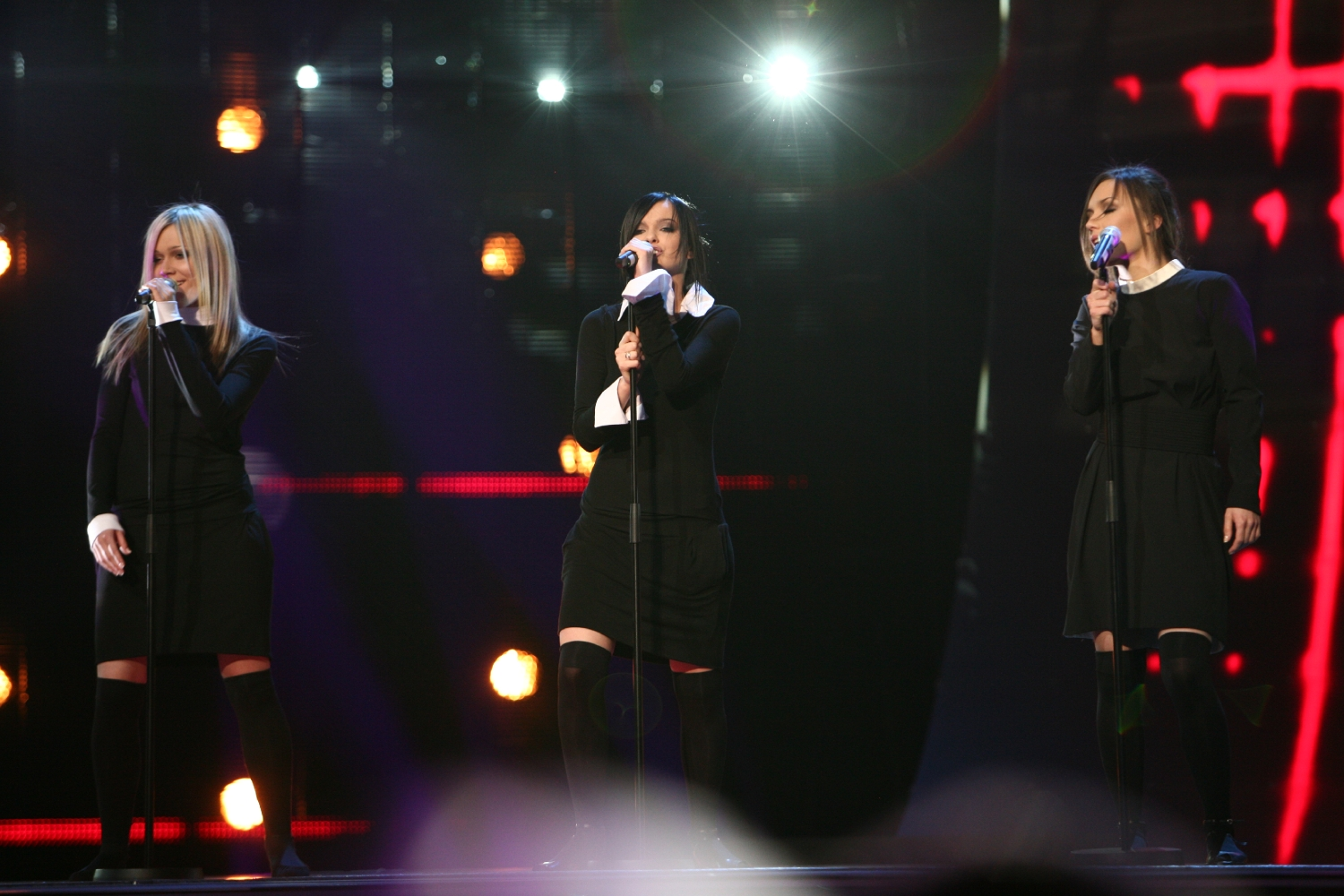
Zespół podczas prezentacji utworu w finale 51. Konkursu Piosenki Eurowizji w 2007 roku

3. „Song Number 1” (Black Version) – 3:15
4. „Song Number 1” (Pink Version) – 5:10
5. „Song Number 1” (Green Version) – 3:06
6. „Song Number 1” (Yellow Version) – 3:47
7. „Song Number 1” (Sky Blue Version) – 5:03
8. „Song Number 1” (Vinous Version) – 4:33
9. „Song Number 1” (Grey Version) – 4:05
10. „Song Number 1” (White Version) – 4:15
11. „Song Number 1” (Blue Version) – 3:11
12. „Song Number 1” (Red 1 Version) – 3:35
13. „Song Number 1” (Orange Version) – 2:16

- Teledysk do „Song Number 1” – 3:45

## Notowania na listach przebojów
| Kraj            | Lista (2007)          | Najwyższe miejsce |
| --------------- | --------------------- | ----------------- |
| Rosja           | Russian Airplay Chart | 1                 |
| Szwecja         | Singles Top 60        | 35                |
| Szwajcaria      | Singles Top 75        | 68                |
| Wielka Brytania | Singles Top 100       | 99                |